# Johann-Heinrich Fehler
Johann-Heinrich Fehler (20 de Setembro de 1910 - 15 de Maio de 1993) foi um comandante de U-Boot que serviu na Kriegsmarine durante a Segunda Guerra Mundial.